# Excelsior Recordings
Excelsior Recordings is een onafhankelijk platenlabel uit Amsterdam dat in 1995 werd opgericht door Ferry Roseboom en Frans Hagenaars.

## Geschiedenis
Excelsior Recordings ontstond in 1995 toen Roseboom en Hagenaars, die een voorliefde voor vinylsingles deelden, besloten enkele singles uit te brengen onder de naam Nothing sucks like Electrolux. Toen bleek dat Daryll-Ann, de band waar Roseboom manager van was en waarvoor Hagenaars het album Seabourne West produceerde, geen nieuw platenlabel kon vinden na een mislukt avontuur bij het Engelse Hut Records, ging het tweetal ook cd's uitbrengen. Na een klacht van het Zweedse Electrolux werd de labelnaam veranderd naar Excelsior Recordings. Het leeuwendeel van de uitgaven zijn opgenomen in de studio van Hagenaars.
De eerste jaren bracht het label voornamelijk singles en albums uit van Caesar, Daryll-Ann, Johan, Benjamin B, Scram C Baby en Simmer. Vanaf 1999 nam het aantal bands en artiesten op label, en het aantal uitgaven dat hiermee gepaard ging, snel toe. Enkele bekende acts die in de latere jaren verbonden waren aan het label zijn Spinvis, Triggerfinger, Hallo Venray, Queen's Pleasure, Tim Knol, Happy Camper en Roosbeef.
Excelsior Recordings werkte, voor de distributie van de cd's in de beginjaren samen met PIAS. Sinds 2006 heeft het label een distributiedeal met V2 Records. Aan het begin van de 21e eeuw heeft het label ook enkele buitenlandse, met name Belgische, V2-albums uitgegeven onder de eigen labelnaam.
In 2007 startte het label ook activiteiten buiten de Nederlandse grenzen. In eerste instantie richtte het label zich op de Belgische markt door een aantal Belgische acts te contracteren. Er was al snel succes met de single van Kvraagetaan van Fixkes, dat in België de eerste plaats bereikte. Op 19 mei 2010 maakte het label bekend ook een aantal platen in Engeland, Denemarken en Duitsland te gaan uitgeven.
In 2012 richtte het label het sublabel Re. op, dat zich richt op het heruitgeven van uit de roulatie geraakte Nederpopalbums. Het eerste album op het label was The more I laugh, the hornier due gets van Hallo Venray. Evenals veel albums op het hoofdlabel, worden deze albums zowel op cd als vinyl uitgegeven.
Albums van Excelsior Recordings zijn te herkennen aan de labelnaam en het uitgavenummer, dat op iedere originele uitgave bovenaan op de voorkant van het album staat. Ook staat het uitgavenummer in een, meestal oranje gekleurd vak, op de zijkant van de albums.

## Excelsior Supportersclub
In 2011 startte Excelsior Recordings een supportersclub, waarin leden het platenlabel financieel kunnen ondersteunen. In ruil voor de steun ontvangen de clubleden maandelijks een zending van Excelsior Recordings, die kan bestaan uit cd's, vinylsingles of andere merchandise. Veelal betreffen dit uitgaven van Excelsior Recordings zelf. Tevens ontvangen de leden van de club een clubkaart, waarmee ze korting krijgen op aankopen bij onder andere platenwinkels van Plato en Velvet.